# ドミトリー・フォフォノフ
ドミトリー・フォフォノフ（カザフ語表記:Дмитрий Фофонов、1976年8月15日 - ）は、カザフスタン、アルマトイ出身の自転車競技（ロードレース）選手。

## 経歴
1998年
- アジア大会・個人タイムトライアル(ITT)2位。
- 国内選手権・スプリント優勝。

1999年にプロ転向。
2000年、国内選手権のITT及びスプリント優勝。
2001年、コフィディスに移籍。
- ブエルタ・ア・エスパーニャ初出場、総合57位。

2002年、カタルーニャ一周区間1勝。
2004年、ツール・ド・フランス初出場、総合87位。
2005年、ジロ・デ・イタリア初出場、総合89位。
2006年、クレディ・アグリコルに移籍。
2008年
- ドーフィネ・リベレ区間1勝。
- ツール・ド・フランスでは、総合19位に入った。
- しかし、同レース第18ステージにおけるドーピング検査で、禁止薬物であるヘプタミノールの陽性反応が出たことから、7月27日付でクレディ・アグリコルとの契約を打ち切られ、以後出場停止を余儀なくされた。
ところが、この陽性反応はチームドクターの処方ミスによって引き起こされたことが発覚し、出場処分は3ヶ月となった。

2009年、カザフスタン・ナショナルチームでの活動が主体となった。
- 第29回アジア自転車競技選手権大会・ロードレース優勝。国内選手権・個人ロードレース優勝。
- ツアー・オブ・ジャパン総合3位。

2010年、アスタナと契約を結んだ。
2012年シーズン終了まで同チームに所属して引退した。
翌2013年からはアスタナ・チームのアシスタント・スポーツディレクターに就任した。
2016年からは同チームのスポーツディレクターに昇進し、現在に至る。